# Les Chardonnières
Les Chardonnières est une commune d'Haïti située dans le département du Sud et l'arrondissement des Chardonnières. Les habitants sont des Chardonnésiens et des Chardonnésiennes (prononcez kardonezyen/kardonezyèn).

## Géographie
Cette petite ville est bornée au Sud et à l’Ouest par la Mer des Caraïbes, à l’Est par la commune de Port-à-Piment du sud et au Nord par les montagnes du Massif de la Hotte. Le pic Macaya, un des sommets les plus élevés d'Haïti avec environ 2 400 m, se retrouve à l’intérieur des limites géographiques de la commune des Chardonnières.
Les Chardonnières se situe à environ 270 kilomètres de la capitale, Port-au-Prince et à 72 kilomètres des Cayes, chef-lieu du département du Sud.
Les Chardonnières ressemble à une équerre apposée contre la Mer des Caraïbes. C’est du moins l’impression que donnent les deux bras de mer qui, suivant un angle d’environ 90 degrés, bordent, au Sud et à l’Ouest, la bande de terre sur laquelle est construit le village.

## Démographie
La commune est peuplée de 22 953 habitants(recensement par estimation de 2009).

## Histoire
Selon toute vraisemblance, après avoir existé sous un autre nom d’origine espagnole ou indienne la petite ville aurait été baptisée Chardonnières  par les boucaniers ou les flibustiers. Toutefois, jusque vers 1830, on parlait surtout de la Chardonnière.
La paroisse catholique des Chardonnières est érigée en 1897 et consacrée à sainte Anne.
Nota :  Les Chardonnières est le premier producteur de raisin en Haïti. La petite histoire nous apprend que, du temps de la colonie, le raisin des Chardonnières s'est rendu jusqu'à la table des rois de France. Aujourd'hui, les Chardonnésiens utilisent le raisin pour exprimer leur grande générosité et leur hospitalité sans borne.

## Administration
La commune est composée de la ville des Chardonnières, et des sections communales de :
- Randel (dont le quartier « Randel »)
- Dejoie
- Bony

## Culture
La Fête patronale a lieu le 26 juillet à la Sainte-Anne ; la journée de plage, le 27 juillet (PRAMA ). Ses couleurs sont le vert et le blanc.